# Гориці (Новгородська область)
Гориці (рос. Горицы) — присілок у Волотовському районі Новгородської області Російської Федерації.
Населення становить 128 осіб. Належить до муніципального утворення Ратицьке сільське поселення.

## Історія
До 1927 року населений пункт перебував у складі Новгородської губернії. У 1927-1944 роках перебував у складі Ленінградської області.
Орган місцевого самоврядування від 2010 року — Ратицьке сільське поселення.

## Населення
| 2010 | 2011 | 2012 | 2013 | 2014 | 2015 | 2016 |
| ---- | ---- | ---- | ---- | ---- | ---- | ---- |
| 155  | ↘154 | ↘150 | ↘141 | →141 | ↘138 | ↘128 |